# Султана
Султана (рум. Sultana) — село у повіті Келераш в Румунії. Входить до складу комуни Минестіря.
Село розташоване на відстані 62 км на схід від Бухареста, 39 км на захід від Келераші, 143 км на захід від Констанци.

## Населення
За даними перепису населення 2002 року у селі проживали 1197 осіб, усі — румуни. Усі жителі села рідною мовою назвали румунську.